# European-Air-Transport-Leipzig-Flug 5960
European-Air-Transport-Leipzig-Flug 5960 (Flugnummer IATA: QY5960, ICAO: BCS18D, Rufzeichen: POSTMAN 18 DELTA) war ein internationaler Frachtflug, bei dem am 25. November 2024 eine Boeing 737-400 der spanischen Swiftair in Liepkalnis verunglückte. Das Flugzeug startete vom Flughafen Leipzig/Halle und befand sich im Landeanflug auf den Flughafen Vilnius in Litauen. Bei dem Unfall kam ein Besatzungsmitglied ums Leben, die drei weiteren Insassen wurden verletzt. Es gab keine Verletzten am Boden.

## Flugzeug
Der Flug wurde mit einer Boeing 737-476(SF) durchgeführt, registriert als EC-MFE mit der Werknummer 24445. Das Flugzeug hatte seinen Jungfernflug am 6. Oktober 1993 absolviert und war mit zwei Triebwerken CFM International CFM56-3C1 ausgerüstet. Es wurde am 18. Oktober 1993 an Trans Australia Airlines (TAA) als Passagierflugzeug mit dem Kennzeichen VH-TJT ausgeliefert, bevor es im Zuge der Übernahme von TAA durch Qantas Airways mit dem Taufnamen Kingfisher unter gleichem Kennzeichen betrieben wurde. Zwischen August 2011 und dem 1. Juli 2013 war das Flugzeug eingelagert, bevor es als XU-886 durch die Wat Phnom Airlines betrieben wurde. Ab März 2014 war das Flugzeug erneut eingelagert und es erfolgte ein Umbau zum Frachtflugzeug. Seit 19. März 2015 war die Maschine auf Swiftair registriert, die es zuletzt im Auftrag von DHL betrieb.

## Unfall
Die Maschine hob um 02:08 Uhr UTC (03:08 Uhr MEZ) von der Startbahn 26L des Flughafens Leipzig/Halle ab. Laut DHL war sie mit normalen Paketen beladen. Um 03:28 Uhr UTC (05:28 Uhr OEZ) verunglückte sie beim Anflug auf die Landebahn 19 des Flughafens Vilnius. Das Flugzeug verfehlte nur knapp ein zweistöckiges Haus im Stadtteil Liepkalnis, etwa 0,8 NM (1,5 km) nördlich der Landebahnschwelle, und schlug auf dessen Hof auf. Daraufhin brach ein Feuer aus, das auf das Haus übergriff. Die Maschine zerbrach beim Aufprall in mehrere Teile und rutschte noch über 100 m weit über den Boden. Einer der Piloten, ein Spanier, starb bei dem Unfall, während der andere spanische Pilot sowie je ein Deutscher und ein Litauer verletzt gerettet werden konnten. Die dreizehn Hausbewohner blieben unverletzt. Mehrere Straßen in Liepkalnis wurden gesperrt und die Behörden rieten den Menschen, nicht in die Gegend zu fahren.

## Bergungsarbeiten und Ermittlungen
Die beiden Flugschreiber (CVR und FDR) wurden am 26. November um 11:30 Uhr Ortszeit geborgen und wiesen keine größeren Schäden auf.
Die deutsche Bundesstelle für Flugunfalluntersuchung unterstützte die Ermittlungen der Unfallursache vor Ort. Da den litauischen Behörden eine Möglichkeit zum Auslesen der Flugschreiber fehlt, erfolgte dies in Deutschland. Ebenso wurden spanische Ermittler entsandt. Ein Untersuchungsteam aus den USA, wo das Flugzeug entworfen und gebaut wurde, ist ebenfalls nach Litauen gereist.
Am 29. November wurde damit begonnen, die größeren Wrackteile des Flugzeugs mit Hilfe eines Krans zur näheren Untersuchung von der Absturzstelle in einen Hangar zu verbringen, nachdem die kleineren Teile schon ab dem 27. November zusammengetragen und abtransportiert worden waren.
Am 2. Dezember waren sämtliche Wrackteile von der Unfallstelle entfernt. Die Unfallermittlung unter Beteiligung der deutschen Experten dauerte an. Die Flugschreiber wurden im Labor der BFU Braunschweig bis zum 13. Dezember erfolgreich ausgelesen.
Am 20. Dezember teilte das litauische Justizministerium mit, dass die vorläufige Analyse des Flugdatenschreibers der Boeing 737-476, der Stimmaufzeichnung im Cockpit sowie die an der Absturzstelle gesammelten Beweise keine Anzeichen für illegale Eingriffe ergeben hätten. Die litauische Generalstaatsanwaltschaft schloss zugleich aber noch keine der möglichen Ursachen aus.
Am 26. März 2025 erklärte die litauische Generalstaatsanwaltschaft unter Berufung auf vorgerichtliche Ermittlungen, dass ein Bedienfehler die wahrscheinliche Absturzursache sei, und fügte hinzu, dass die Hydrauliksysteme, die für das Ausfahren der Landeklappen des Flugzeugs zuständig waren, nicht funktioniert hatten. Diese waren wahrscheinlich aus Versehen statt der Enteisung abgeschaltet worden. Die Bedienknöpfe der Hydraulik und der Enteisung liegen in unmittelbarer Nähe und sind haptisch identisch.

### Vorläufiger Untersuchungsbericht
Am 31. März 2025 veröffentlichte die Transport Accident and Incident Investigation Division (TAIID) des litauischen Justizministeriums den vorläufigen Untersuchungsbericht. Dieser stellte unter anderem fest, dass an dem Flugzeug keine unfallrelevanten Mängel oder technische Defekte vorgelegen hatten. Bei dem betroffenen Flug steuerte der Copilot das Flugzeug, der Kapitän assistierte und führte den Funkverkehr. Am Overhead Panel, der Schalterkonsole an der Decke des Cockpits, wurden im Wrack die gesicherten Kippschalter für den Hydraulikkreislauf B sowohl für die vom Triebwerk angetriebene Hydraulikpumpe als auch für die elektrische Pumpe in der Aus-Position vorgefunden. Die Schalter für den Hydraulikkreislauf A waren auf „Ein“. Bei der 737-400 versorgt der Hydraulikkreislauf B unter anderem die Vorflügelbetätigung und die Spaltklappen an der Hinterkante der Tragflächen sowie den Autopiloten B. Die beiden Schalter der Anti-Vereisungsbeheizung der Einlauföffnungen der Triebwerksverkleidung des linken und rechten Triebwerks, die in ähnlicher Anordnung unmittelbar vor dem Hydraulikpanel liegen, waren ausgeschaltet. Nach dem Verlassen der Reiseflughöhe wurde laut den Stimmaufzeichnungen aufgrund der herrschenden Vereisungsgefahr die Entscheidung getroffen, die Enteisungsanlagen einzuschalten. Kurz darauf sprang nach hörbarem Schalterklicken der Autopilot, der auf „B“ gestellt war, heraus und ließ sich trotz mehrerer Versuche für den restlichen Flug nicht mehr aktivieren. Ein Master-Warnton wurde von der Crew quittiert, ohne die Ursache zu ergründen und die weiteren Auswirkungen zu diskutieren. Aufgrund der deaktivierten Hydraulik B waren die routinemäßig zur Vorbereitung des Endanfluges stufenweise betätigten Landeklappen außer Funktion, was ebenfalls nicht bemerkt wurde. Weitere Systeme wie die Flugsteuerung und die Fahrwerkshydraulik wurden vom System A versorgt und funktionierten soweit unauffällig, dass sie vordergründig keinen Mangel am Flugzeug erkennen ließen. Aufgrund der unzureichenden Landekonfiguration (alle vermeintlich ausgefahrenen Auftriebshilfen befanden sich in der Reiseflugposition) kam es beim Verringern der Fluggeschwindigkeit zu einem Strömungsabriss mit akustischer Warnung und Stick-Shaker-Auslösung, wobei das Flugzeug erheblich unter den Gleitpfad geriet. Ein daraufhin eingeleitetes Durchstartemanöver kam zu spät und war wegen der Bodennähe nicht mehr erfolgreich. Das Flugzeug schlug einige Sekunden später auf dem Boden auf.